# Jan van Eyck
Jan van Eyck, född cirka 1390 i Maaseyck nära Maastricht, Nederländerna, död 9 juli 1441 i Brygge, var en flamländsk konstnär.

## Introduktion
Två geografiska centra dominerar 1400-talets europeiska måleri: ungrenässansens Italien med bland andra Masaccio och Sandro Botticelli, och Flandern med Robert Campin, Jan van Eyck och Rogier van der Weyden. 
I Italien ville konstnärerna återuppliva antikens gestaltning av den mänskliga anatomin med dess idealiserande drag. Därtill uppfanns centralperspektivet, och ett flertal målare sökte ge illusion av djup i sina målningar och fresker. I Flandern, däremot, inriktade man sig i första hand på en minutiös detaljrealism i framställandet av i första hand sakrala motiv, som uppvisade ett omfattande symboliskt innehåll. I Flandern fick stafflimåleriet sitt genombrott, vilket ledde till att en nyrik borgarklass kom att utgöra ett mäktigt beställarskap. Målningarna, som tidigare hade utförts på stora pannåer eller som fresker, fick nu ett intimare format genom dukmåleriet. Även måleritekniken utvecklades genom att Jan van Eyck förfinade oljemåleriet.

## Liv och verk

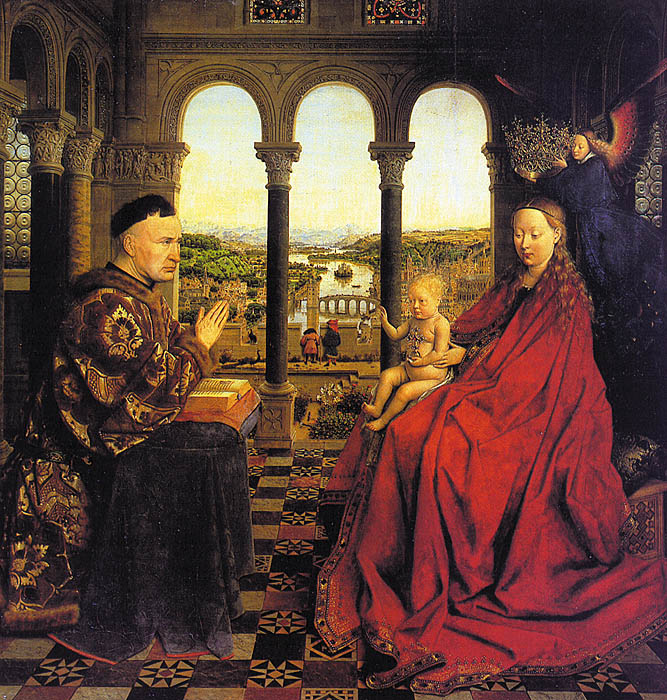
Kansler Rolins madonna (1434–1436).

Jan van Eyck, som föddes cirka 1390 i en liten ort nära Maastricht, var 1422–1424 i tjänst hos Johan III av Bayern, greve av Holland. Efter dennes död sökte han sig till Filip den godes av Burgund hov i Lille och blev inom kort dennes sändebud på uppdrag till Spanien (1426–1427) och till Portugal via England (1428–1429). Från 1430 var han bosatt i Brygge.
Jan van Eyck arbetade inledningsvis tillsammans med sin bror Hubert van Eyck. Brodern Huberts roll och delaktighet i den konstnärliga produktionen är höljd i dunkel. Hans signatur finns de facto endast på ett verk, den magnifika Gentaltaret i Sint-Baafskathedraal. Försök har gjorts att genom genetisk analys säkerställa Huberts insatser, men detta förgäves. Brödernas klara och realistiska stil berömdes och imiterades ibland men visade sig vara för svår för de flesta konstnärer att följa. Fastän traditionen som påstår att bröderna uppfann oljemåleriet har vederlagts, förändrade utan tvivel deras virtuosa behärskning av tekniken och de förbättringar de införde hela karaktären hos oljemediet. Jans elev Petrus Christus kan ha varit den som lärde ut hemligheten med tekniken till Antonello da Messina och hans italienska konstnärskolleger.
De första verk som tillskrivs Jan van Eyck är illustrationer till en 1417 utgiven bönbok. Boken är förstörd, men 1902 påträffade man två av bladen ur denna, Heures de Turin och Heures de Milan. Det förra bladet förstördes i samband med en brand 1904.
Jan van Eyck utförde ett antal stora verk beställda av donatorer, vilka skänkte dem till kyrkor. Bland dessa är Kansler Rolins madonna och Kaniken Joris van der Paeles madonna. Liknande motiv är Madonnan i kyrkan, Bebådelsen och Dresdentriptyken. Hans porträtt utmärks av stark realism och att huvudets proportion är större än övrig kropp för att dra betraktarens uppmärksamhet dit. Bland dessa märks Léal Souvenir, Porträtt av Margareta van Eyck (hans hustru), Kardinal Niccolò Albergati och det förmodade självporträttet som är utställt på National Gallery. 
Jan van Eycks sannolikt mest kända målning är den symbolmättade Makarna Arnolfinis trolovning som på en och samma gång är ett dubbelporträtt av stor psykologisk insikt, en noggrant återgiven interiör och en av de första genremålningarna. van Eyck framställer motivet med den allra största klarhet och realism, men ådagalägger en symbolik som har trotsat alla tolkningsförsök.
Som brödernas främsta verk brukar annars Gentaltaret anses. Det beställdes av rådsherren Joducus Vydt och dennes hustru och färdigställdes efter ett flerårigt arbete i maj 1432, och placerades då i ett kapell vid koromgången i Sint-Baafskathedraal i Gent. Skåpsdörrarna försåldes och hamnade under 1800-talet i Berlin och Bryssel, men återförenades efter första världskriget, sedan Tyskland tvingats återlämna dessa som del i sitt krigsskadestånd.

## Makarna Arnolfinis trolovning

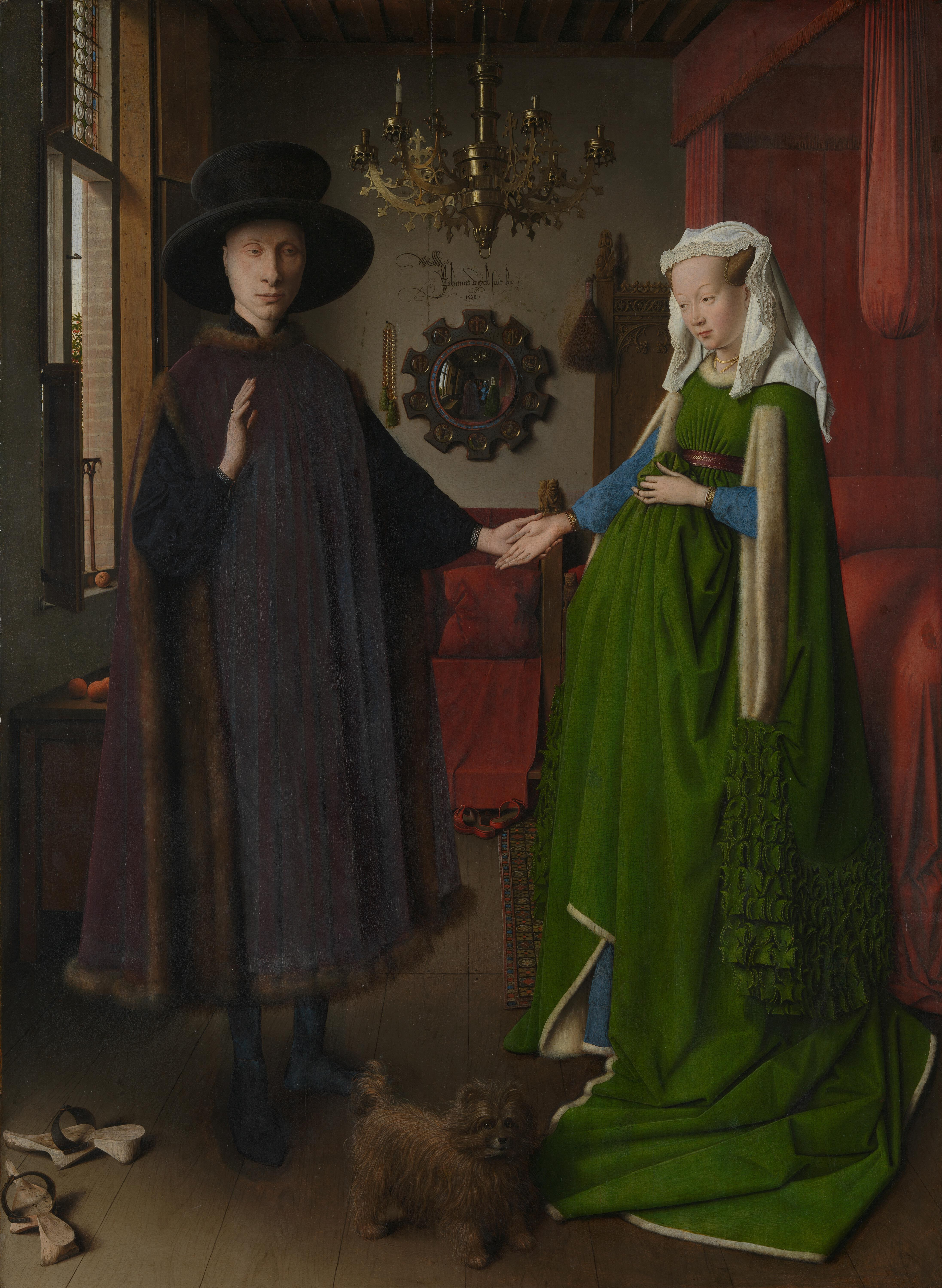
Makarna Arnolfinis trolovning (1434).

Den italienske köpmannen Giovanni Arnolfini, som bodde i Bryssel, håller sin unga brud Jeanne de Chenany i handen. Den lilla hunden, tofflorna på golvet, frukten på fönsterbrädet, det ensamma vaxljuset, radbandet som hänger på en spik, golvbrädorna och mattan – allt är målat med samma precision som i ett smycke. Jan van Eyck fick troligen uppdraget att måla denna bild till minne av den lyckliga föreningen, och konstnären har präntat orden "Johannes de eyck fuit hic" (Jan van Eyck var här) på den bortre väggen. Nedanför, i spegeln bakom de trolovade, ses en tredje person som kan vara konstnären själv som bevittnar händelsen. Målningens släta yta har tillkommit genom lasyrer. Konstnären har lagt på flera tunna skikt av färgpigment blandat med linolja och därefter fernissat ytan. De olika tingen som till exempel radband och vaxljus påvisar olika heliga aspekter.

## Verk i urval
- Kardinal Niccolò Albergati (1432)
- Gentaltaret (1432)
- Porträtt av en man (självporträtt?) (1433)
- Makarna Arnolfinis trolovning (1434)
- Kansler Rolins madonna (1434–1436)
- Kaniken Joris van der Paeles madonna (1436)

## Övrigt
Asteroiden 9561 van Eyck är uppkallad efter honom.